# 223's
223's è un singolo del rapper statunitense YNW Melly, pubblicato il 9 agosto 2019 come primo estratto dall'album di debutto Melly vs. Melvin. Il brano ha raggiunto la posizione numero 34 nella Billboard Hot 100.

## Video musicale
Il video musicale è stato pubblicato il 9 agosto 2019 sul canale YouTube di YNW Melly.